# 古董局中局之鉴墨寻瓷
《古董局中局之鉴墨寻瓷》（英語：Mystery of Antiques II），2020年中国悬疑剧。本剧改编自马伯庸的同名小说，由管虎监制，费振翔执导，夏雨、魏晨、阿丽亚、沙宝亮、领衔主演，腾讯视频、WeTV台灣站於2020年5月10日首播。

## 演员表

### 主要角色
| 演員   | 角色   | 介紹                                                                       |
| 夏雨   | 许愿   | 古董店老板，白字门许家唯一传人。白門主金石玉器。                           |
| 魏晨   | 药不然 | 玄字门药家公子，人称药二爷                                                 |
| 阿丽亚 | 黄烟烟 | 黄家传人，心直口快，許願的女朋友。                                         |
| 毕彦君 | 刘一鸣 | 五脈現任會長和中華鑒古研究會會長，明眼梅花五脈紅字門劉家家長。紅門主書畫。 |
| 陈瑾   | 沈云琛 | 五脈長老之一，明眼梅花五脈青字門沈家家長。青門主木器。                     |
| 杜志国 | 黄克武 | 五脈長老之一，明眼梅花五脈黃字門黃家家長。黃門主青銅明器。                 |
| 姚安濂 | 药来   | 原五脈長老之一，明眼梅花五脈玄字門藥家家長，药不然的爷爷。玄門主瓷器。     |
| 沙宝亮 | 方震   | 刑偵隊隊長，為破案，處處配合許願、協助許願。                               |

### 其他（依序出場）
| 演員              | 角色              | 介紹                                                                                           |
| 俞灏明            | 许一城            | 明眼梅花五脈白字門許家家長，五脈前掌門人，早年佛頭案中，以被當作通敵叛國的漢奸遭槍決。         |
| 赵达              | 药慎行            | 曾是明眼梅花五脈玄字門藥家家長，早年许一城陷入佛頭案中，在被處決前，委請药慎行介入柴窯一案之中 |
| 翟小兴            | 药有光            | 藥來的弟弟。藥不然二叔。現在主持五脈玄門                                                       |
| 巴多              | 大眼贼 / 祖先廖定 | 盜墓賊。被恩人許一城相救並傳授古玩鑑定術的陰陽眼廖定的後代                                     |
| 戴璐瑤            | 小李              | 四悔齋店員小胖妹                                                                               |
| 季东燃            | 柳成绦            | 細柳營頭領，老朝奉手下。藥不然叫他小白                                                         |
| 扎卡              | 龍王              | 老朝奉手下。柳成绦的小弟                                                                       |
| 舒耀瑄            | 郑教授            | 鄭安國的兒子。為維護歷朝的歷史文物，被老朝奉利用，幫忙收集真正的文物。                         |
| 吳軍              | 图书馆            | 見錢眼開的二道書籍老闆，見多識廣，若想向其索要需求的線索或答案，需耗費大量銀錢交易。           |
| 許紹雄            | 陈达志            | 香港百瑞蓮拍賣行陳總。想跟老朝奉合作打入內地市場                                               |
| 张承              | 钟爱华            | 偽裝記者。其實是百瑞蓮的暗樁                                                                   |
| 謝瓦 (塔吉克斯坦) | 王中治            | 香港百瑞蓮拍賣行老闆。                                                                         |
| 梁静              | 素姐 (梅素蘭)     | 順州汝瓷研究所的紋飾專家。退休被老朝奉騙來關在鄭州成濟村做紋飾高仿                             |
| 高玉慶            | 老徐              | 紫金山上的拓碑老者                                                                             |
| 谢园              | 戴鹤轩            | 當年入庫鑑定工作組負責拍照入檔。現為國學大師                                                   |
| 戴笑盈            | 戴海燕            | 戴鶴軒的姪女。大學理科教授，擅於物理分析，協助許願破解清明上河圖和明代航海術之密。             |
| 高果              | 劉戰鬥            | 五脈紅門族人。現為上海書畫鑑賞協會副秘書長                                                     |
| 李昊臻            | 青年黃克武        | 五脈黃門。來收拾河南古玩界                                                                     |
| 喻卓君            | 青年素姐 (梅素蘭) | 河南七大家族之梅家小姐                                                                         |
| 姜塵              | 主持人            | 清明上河圖鑒定展場主持人                                                                       |
| 倪新宇            | 宋徽宗            | 清明上河圖故事由來之回憶人物                                                                   |
| 王伯昭            | 蔡京              | 清明上河圖故事由來之回憶人物                                                                   |
| 于鴻州            | 張擇端            | 清明上河圖故事由來之回憶人物                                                                   |
| 岳跃利            | 王忬              | 清明上河圖故事由來之回憶人物                                                                   |
| 單思涵            | 湯臣              | 清明上河圖故事由來之回憶人物                                                                   |
| 刘金              | 嚴世蕃            | 清明上河圖故事由來之回憶人物                                                                   |
| 沈保平            | 戴熙              | 清明上河圖故事由來之回憶人物                                                                   |
| 彭波              | 黃彪              | 造贋人。清明上河圖故事由來之回憶人物                                                           |
| 马捷              | 梁师成            | 清明上河圖故事由來之回憶人物                                                                   |
| 山崎敬一          | 伊藤              |                                                                                                |
| 郭秋成            | 潞王              | 潞王爐故事由來之回憶人物                                                                       |
| 钱波              | 康主任            | 河南魏暉市主任                                                                                 |
| 曹瑞              | 歐陽瑞瑞          | 老朝奉手下。鬼谷子派老大                                                                       |
| 吴昱瑶            | 高兴              | 藥不然前女友                                                                                   |
| 刘潮              | 青年药来          | 五脈玄門師兄來到西安歷練                                                                       |
| 龐皓文            | 福来              | 五脈玄門小師弟陪同師兄藥來到西安掃貨歷練                                                       |
| 马维福            | 宋乡绅            | 擁有鱔魚黃子玉蛐蛐罐                                                                           |
| 陶海              | 樓先生            | 擁有成化斗彩雞缸杯(青花八寶高足杯)                                                             |
| 胡海東            | 郭行              | 擁有天青釉馬蹄形水盂                                                                           |
| 丁勇              | 鄭安國            | 瓷瘋子。用米糧一袋跟郭先生換天青釉馬蹄形水盂                                                   |
| 马子俊            | 柳老板            | 謨問齋老闆。擁有青花雙龍紋六稜綉墩。細柳營老大柳成絛的祖先                                     |
| 杜憬仪            | 莫许愿            | 紹興八字橋上的畫家                                                                             |
| 胡晓光            | 尹银匠            | 药慎行收養孩子改姓尹名念舊。尹念舊的兒子尹鴻                                                   |
| 王澤青            | 尹田              | 锔瓷的絕活之一，河北的「飛橋登仙」尹家獨門絕學                                                 |
| 宋金陽            | 慈禧              | 老佛爺                                                                                         |
| 田中千绘          | 木户加奈          | 來參加劉一鳴會長告別式                                                                         |
| 李一鋒            | 樓胤凡            | 京城商人。擁有五罐青花瓷輸給許一城                                                             |